# Cessna Citation II
De Cessna Citation II is een licht zakenvliegtuig, ontwikkeld door Cessna Aircraft Company. Het was het eerste model in de 550-serie en opvolger van de Cessna Citation I. Latere modellen in de 550-serie zijn de Citation II/SP (model 551, Single Pilot), de S550 Citation S/II, en de Citation Bravo.

## Ontwikkeling
Door het succes van de Citation I geloofde Cessna dat er een markt voor een groter vliegtuig met eenzelfde soort ontwerp was. Het resultaat was de Citation II, die plaats bood aan een maximum van 10 personen. Naast meer stoelen had het vliegtuig krachtigere motoren, een grotere brandstofcapaciteit, een hogere kruissnelheid en een groter bereik. De eerste vlucht vond plaats op 31 januari 1977. In totaal werden er 603 vliegtuigen gebouwd voordat de Bravo in productie kwam.
In 1994 was er behoefte aan modernere technieken en hierop begon Cessna met het ontwikkelen van de Citation Bravo. De Bravo behield het frame van de II, maar kreeg andere motoren, een verbeterd landingsgestel en een glazen cockpit. Het nieuwe toestel vloog voor het eerst op 25 april 1995, maar werd pas in augustus 1996 gecertificeerd. Toen de productie in 2006 werd stopgezet waren er 337 Bravo's geproduceerd.

## Vergelijkbare vliegtuigen
- Embraer Phenom 100
- Embraer Phenom 300